# Aubigny-sur-Nère
 Aubigny-sur-Nère  es una población y comuna francesa, situada en la región de  Centro, departamento de Cher, en el distrito de Vierzon y cantón de Aubigny-sur-Nère.

## Demografía
| 4569 | 5242 | 5468 | 5600 | 5803 | 5907 |
| Para los censos de 1962 a 1999 la población legal corresponde a la población sin duplicidades (Fuente: INSEE [Consultar]) |      |      |      |      |      |